# 2204 Lyyli
A 2204 Lyyli (ideiglenes jelöléssel 1943 EQ) egy marsközeli kisbolygó. Yrjö Väisälä fedezte fel 1943. március 3-án.